# Doris Dowling
Pour les articles homonymes, voir Dowling.
Doris Dowling, née le 15 mai 1923 à Détroit et morte le 18 juin 2004 à Los Angeles, est une actrice américaine.
D'abord simple choriste à Broadway, Dowling suivit sa sœur Constance à Hollywood. Le premier rôle dont elle soit créditée est celui de Gloria, entraîneuse et compagne de boisson de Ray Milland dans Le Poison. On la retrouve à l'écran dans Le Dahlia bleu, avec Alan Ladd et Veronica Lake en vedettes.
Confrontée à la rareté des rôles après la guerre, elle émigra en Italie pour relancer sa carrière. Elle fut à l'affiche de plusieurs films remarqués, comme Riz amer. Elle interprète  Bianca dans l’Othello d'Orson Welles (1952).
De retour aux États-Unis, elle tient un des premiers rôles dans le film à suspense Running Target (1956) et, beaucoup plus tard, dans Enfer mécanique.

## Filmographie
Au cinéma
- 1944 : Le Bonheur est pour demain de Irving Pichel
- 1945 : L'Or et les femmes de Sidney Lanfield
- 1945 : Le Poison de Billy Wilder
- 1946 : Le Dahlia bleu de George Marshall
- 1948 : La Valse de l'empereur de Billy Wilder
- 1949 : Riz amer de Giuseppe De Santis
- 1949 : La Fille de la nuit de Giorgio Pàstina
- 1950 : Les Mousquetaires de la mer de Giorgio Bianchi
- 1952 : Othello de Orson Welles
- 1977 : Enfer mécanique de Elliot Silverstein

Dans des séries ou téléfilms
- 1955 : Alfred Hitchcock Présente
- 1959 : Bonanza
- 1960 : Checkmate
- 1964 : Flipper le dauphin
- 1966 : Daktari
- 1968 : Adam-12
- 1972 : Les Rues de San Francisco
- 1973 : Kojak
- 1975 : Wonder Woman
- 1977 : L'Incroyable Hulk
- 1980 : Shérif, fais-moi peur (série TV) : "Chasse au trésor" (Saison 2 - Episode 16) : Stacy Williams
- 1980 : Scrupules
- 1981 : Simon et Simon
- 1984 : Shérif, fais-moi peur (série TV) : "Papy Duke faisait de la résistance" (Saison 7 - Episode 8) : Jenny